# Нильсон, Стефани
Сте́фани Авро́ра Ни́льсон (англ. Stephanie Aurora Nielson), в девичестве — Кларк (англ. Clark; 27 июня 1981) — американский блогер.

## Биография
Стефани Аврора Кларк родилась 27 июня 1981 года.

## Карьера
Стефани — блогер. Является младшей сестрой другого блогера — Си Джейн Кендрик (род.1977).

## Личная жизнь
С 2000 года Стефани замужем за Кристианом Нильсоном. У супругов есть пятеро детей: дочери Клэр Нильсон (род.2002) и Джейн Нильсон (род.2003), сыновья Оливер Нильсон (род.2005) и Николас Нильсон (род.2007) и ещё одна дочь — Шарлотта Нильсон (род.02.04.2012).